# Personnages d'Artemis Fowl
 (juillet 2016).
Si vous disposez d'ouvrages ou d'articles de référence ou si vous connaissez des sites web de qualité traitant du thème abordé ici, merci de compléter l'article en donnant les références utiles à sa vérifiabilité et en les liant à la section « Notes et références ».
Cette page liste les personnages de la série Artemis Fowl, écrite par Eoin Colfer.

## Personnages principaux

### Artemis Fowl
Artemis Fowl deuxième du nom est le personnage principal. C'est un jeune génie dont le quotient intellectuel n'a plus été égalé depuis Wolfgang Amadeus Mozart. Il a les cheveux bruns et des yeux bleu foncé. Dans le premier tome il est âgé de 12 ans et va essayer de voler l'or des fées en enlevant le capitaine Holly Short.
Dans le second tome, Mission polaire il aide Holly  à vaincre Opale Koboï, en échange Holly va l'aider à sauver son père (porté disparu depuis plusieurs années) de la mafia russe. Dans les tomes qui suivent il deviendra le plus proche ami de Holly.

### Holly Short
Holly Short est un personnage de fiction dans la série de romans. C'est une elfe déterminée, un peu tête brûlée. C'est le seul agent féminin des FARfadet (Forces Armées de Régulation et Fées Aériennes de DETection) élevée au grade de capitaine.
Elle mesure 1,19 m, c'est-à-dire 1 cm de moins que la moyenne, a les yeux brun-noisette et des cheveux auburn. Holly Short serait aussi l'arrière-petite-fille de Cupidon, ce qui expliquerait sa taille légèrement plus petite que la normale et sa bouche en forme de celle d'un chérubin.
Si dans le premier tome elle éprouve une certaine aversion envers Artemis Fowl, dans les suivants, elle commence à nouer des relations amicales avec le petit génie, au fur et à mesure que celui-ci s'améliore au contact des fées.
Au début de l'histoire, elle travaille au sein des FARfadets sous les ordres de Julius Root, le mythique commandant des FAR, qui la considère (malgré ses remontrances régulières) comme la meilleure agent des fées aériennes de détection.
À partir du tome 4, elle quitte les FARfadets à la suite de la mort du commandant Root et à son remplacement par Ark Sool, qui la considère comme un vrai danger, pour créer une agence de détectives privés à laquelle se joindra Mulch Diggums et plus tard Doudadais, un ancien contrebandier.
Dans le tome 5, elle rejoint la Section Huit, un groupe secret des FAR spécialisé dans la démonologie. C'est au cours de sa première mission pour la Section Huit qu'elle mourra mais sera ramenée a la vie par Artemis et qu'elle échangera un œil avec l'un de ceux d'Artemis Fowl, d'où une hétérochromie (noisette-bleu).
Dans le tome 6 Holly embrasse Artemis au cours d'une bataille mais ce ne sera ré-évoqué qu'à peine dans le tome 7 par Orion, la seconde personnalité d'Artemis.                                       Artemis et Holly conserveront donc finalement une relation amoureuse.

### Butler
Domovoï Butler est le majordome et surtout garde du corps d'Artemis Fowl, tout comme sa famille (chaque Butler doit protéger un Fowl). 
Son nom, « Butler », signifie majordome en anglais, tandis que son prénom « Domovoï » est un mot russe désignant une sorte de génie protecteur du foyer. Butler est un eurasien géant à la carrure d'athlète. Il fut entraîné par Mme Ko, une maîtresse des arts martiaux, au métier de garde du corps. Il est souvent habillé en costumes, et a le crâne rasé. Son apparence est nettement modifiée au cours des différents tomes, notamment dans le troisième volume, où il reçoit une balle près du cœur puis est soigné et ramené à la vie par Holly Short. Il fait peur à beaucoup de personnes et Artemis se sert souvent de lui pour intimider ses ennemis.
Dans le premier tome, il réussit à vaincre un troll à l'aide d'une armure médiévale et une escadrille de fées, ce qui constitue un exploit.
De plus, à la fin du tome 5 Butler se fait pousser les cheveux et la barbe pour se fondre dans le village où il a élu domicile.
Ensuite, au cours du tome 6, Domovoï retourne chez les Fowl mais il ne fera qu'une brève apparition au début vu que l'aventure se déroule dans le passé avec Mulch, Holly Short et Artemis.

### Foaly
Foaly est un personnage de fiction de la saga Artemis Fowl, de Eoin Colfer (prononcez "Owen").
C'est un centaure, qui était responsable technique des FAR (de FARfadet: Forces Armées de Régulation et Fées Aériennes de DETection du Peuple des fées) dans les volets 1 à 4, mais quitta les FAR après la mort du commandant Julius Root pour s'engager dans la Section Huit, une sorte d'organisation parallèle aux FAR, tout aussi contrôlée par le gouvernement mais lui laissant un budget quasiment illimité et un salaire bien plus élevé. 
Paranoïaque, il ne se passe jamais de son chapeau en papier aluminium "pour éviter toute tentative de lecture de ses pensées" qu'il ôtera tout de même dans le cinquième volet de la série, rassuré par une centaure avec qui il fait du jogging.
Il est aussi très amateur de "lait hydratant pour sabots".
Doté d'un matériel de très haute technologie et d'un humour détonant, il est un précieux auxiliaire, n'en déplaise au commandant Julius Root.
C'est la personne ayant déposé le plus de brevets de son vivant avant Opale Koboï, son éternelle rivale depuis le lycée, de qui Foaly s'inspire souvent malgré lui.
On apprend dans le tome 5, au retour des limbes de Holly et d'Artemis  pour qui le temps s'est arrêté durant 3 ans, qu'il est marié à Cabaline, une autre centaure.
On apprend dans le tome 7 qu'il a eu un fils avec Cabaline.

### Mulch Diggums
Mulch Diggums est un personnage de la série Artemis Fowl écrite par Eoin Colfer. 
Comme tous les nains, il dispose d'aptitudes remarquables "liées à l'évolution". En effet, il peut décrocher sa mâchoire et, à l'aide de ses dents comme des "pierres tombales", il creuse dans la terre et avale cette dernière au fur et à mesure qu'il avance. Il l'éjecte de son corps par l'autre extrémité de son tube digestif. Il peut provoquer des gaz (à l'aide de son rectum "bien sûr") pouvant asphyxier une horde de trolls enamourés ou même se propulser par la simple force de poussée. Il a failli arracher la tête de Butler avec un gaz. Il vole une douzaine de lingots de la rançon pour Holly Short d'Artemis Fowl II, sous le nez des agents du FAR venus le récupérer, sans qu'ils ne s'en rendent compte, à la fin du tome 1. Sa salive, au contact de l'air, durcit et émet une faible lumière verte. Si elle recouvre le visage d'une quelconque personne, cette dernière est endormie, car la bave de nain est un puissant sédatif. Les poils de nain se durcissent en quelques secondes, ce qui peut faire office de clef passe-partout, et même faire des points de sutures lorsqu'il est blessé (cela ne marche qu'avec les nains : il est déconseillé de le pratiquer sur soi, au risque de s'infecter et de tomber gravement malade !). Lorsqu'il est déshydraté, les pores de sa peau s'ouvrent et peuvent être utilisés comme des ventouses. Il est également protégé du changement rapide de pression grâce à une bactérie produite naturellement dans son système digestif, active une fois expulsée. Cette caractéristique est inconnue des nains eux-mêmes.
De tous les personnages de la série, c'est de loin le plus burlesque, de par ses incessants décalages avec la situation. Mulch ne se lasse pas de jouter verbalement avec Foaly, le centaure paranoïaque. Mulch est aussi un nain kleptomane ayant eu une vie mouvementée, qui consiste à aider Holly Short, faire des allers-retours en prison... Même s'il n'est pas très ami avec Julius Root (en tout cas il n'en donne pas l'impression), il sera très attristé par sa mort.
Il est très utile aux FAR malgré sa position de "bagnard", comme le surnomme le Commandant Root.
Dans le tome 2, le Commandant Root le reconnaît comme une "franche canaille". D'ailleurs, le Commandant Root et Mulch Diggums entretiennent une relation très particulière.

### Julius Root
Julius Root est un personnage des romans Artemis Fowl. 
Il est le commandant des FAR (Forces Armées de Régulation) dans les tomes 1 à 4. On peut voir une apparition de son grand frère Turnball Root (recherché par la police des fées et mis en prison par Holly Short) dans le "dossier Artemis Fowl" ainsi que dans "le Complexe d'Atlantis". 
Le protagoniste Julius est pratiquement dans toutes les œuvres d'Artemis Fowl, et il joue un rôle important dans les péripéties de nos héros.
Description : petit, rondouillard, nerveux, souvent en colère - même lorsque ses officiers lui rapportent de bonnes nouvelles -, aime plus que tous les cigares au champignon, rit rarement : juste un sourire de temps à autre.
Le fait que sa colère soit assez récurrente lui vaut le surnom de "Commandant Rouge" par ses camarades.
Décès du personnage : il décèdera dans le tome 4 lorsqu'il sera enfermé dans un tunnel avec Holly Short, une machination d'Opale Koboï. Il sera par la suite remplacé par Ark Sool au poste de commandement, puis lorsque ce dernier se rangera dans le tome 7 aux côtés de Turnball Root, par Baroud Kelp.

## Personnages secondaires

### Artemis Fowl Senior
Artemis Fowl Senior est le père du jeune héros, il est surnommé Timmy par sa femme. Il est porté disparu à la suite du naufrage du Fowl Star (il voulait vendre deux mille cinq cents canettes à la noix de cola), puis enlevé par la mafia russe pour demande de rançon.
Il devient unijambiste à la suite de cela.
Il est ensuite sauvé par son fils (Artemis Fowl II), Holly Short, et Julius Root dans le tome 2 : Mission polaire
À partir du tome 3, il deviendra un homme honnête et calme à l'inverse de ce qu'il était dans le passé et reprendra personnellement les affaires financières de la famille. À la fin du tome 3, on apprend qu'on doit lui mettre d'ici peu une prothèse pour remplacer la jambe qu'il a perdue. Son garde du corps était l'oncle de Domovoï Butler (garde du corps du héros de la saga : Artemis Fowl II).

### Angeline Fowl
Angeline Fowl est la mère d'Artemis. 
Dans le tome 1, elle reste enfermée dans le grenier qu'elle a pris pour chambre, et d'où elle ne sort jamais depuis la disparition de son mari, Artemis Fowl Sr.
Elle est sujette à des hallucinations qui sont dues à sa dépression, dont elle fut guérie grâce au marché que Holly et Artemis ont conclu à la suite de l'assaut du manoir Fowl. Tombe gravement malade dans le 6e tome.
À la fin du tome 6, elle sait tout sur la double vie d'Artemis.

### Myles Fowl
Myles Fowl est le petit frère d'Artemis Fowl, frère jumeau de Beckett Fowl. Il apparaît dans Le paradoxe du temps comme le plus précoce des deux, aimant jouer avec sa peluche, Professor Primate et passer du temps dans son "laboratoire".

### Beckett Fowl
Beckett Fowl est l'autre petit frère d'Artemis Fowl, frère jumeau de Myles Fowl. Il apparaît du sixième tome jusqu'à la fin des tomes. Il aime l'espresso en sachet et la mélasse dans la même tasse si possible. Un jour, il a réussi à en avaler plusieurs cuillerées et il n'a pas dormi pendant 28 heures. Contrairement à ses frères Myles et Artemis, son principal atout n'est pas l'intelligence mais la force.

### Juliet Butler
Pour les articles homonymes, voir Butler.
Juliet Butler est un personnage fictif de la série Artemis Fowl, écrite par Eoin Colfer. Elle n'apparaît ni dans le quatrième ni dans le cinquième volet de cette aventure. En effet, à la suite d'un effacement de mémoire, elle oublie l'existence des fées et ne retrouve la mémoire que dans le tome 7 à la suite d'une exposition au mesmer. Elle est la petite sœur de Domovoï Butler, garde du corps d'Artemis.
À la fin du tome 3, elle s'engagera dans le milieu du catch américain sous le pseudonyme de Princesse de Jade, surnom donné en raison de l'anneau de jade qu'elle porte au bout de sa natte et qui peut se révéler être une arme redoutable entre ses mains.

### Opale Koboï
Sa beauté redoutable combinée à son génie du mal en fait une combinaison dangereuse. Son intelligence est sans précédent, ce qui la rend extrêmement puissante. Cette fée lutine maléfique possède la plus grande entreprise de technologie des fées, qui fournit notamment des armes aux membres des FAR de Julius Root. Elle est également la fée lutine la plus riche du Peuple. Elle a une collection d'hippocampes en carton mâché, ses deux préférés sont Clin d'Œil et Gentil Garçon.
Dans le deuxième tome d'Artemis Fowl (mission polaire), Opale entreprend d'exterminer tous les FAR et particulièrement le centaure Foaly, son grand rival en matière de technologie, dont elle est jalouse de sa victoire au concours de l'université. Elle désactive à distance les armes qu'elle avait fournies aux FAR, ne leur laissant aucun moyen de défense. De plus, elle emprisonne Foaly dans son bureau, la tour de contrôle des FAR et le rend responsable de tous ces dégâts. Son plan sera détourné par Mulch Diggums, un nain redoutable pour sa capacité à détourner n'importe quel système d'alarme grâce à quelques talents, qui, s'étant introduit dans les laboratoires d'Opale Koboï, neutralise tous ses plans et met fin à la guerre entre Opale et les gobelins contre les FAR. 
Dans le tome 4, Opale fait son retour et veut se venger de ceux qui l'avaient fait emprisonner. Elle tente de les tuer un par un en les piégeant mais tous survécurent, sauf Julius Root. Elle tente également de révéler l'existence des fées aux humains et, en devenant humaine, elle perd ses pouvoirs.
Dans le tome 6, Artemis et Holly sont confrontés à une Opale Koboï venue du passé, qui profite d'un tunnel temporel utilisé par les deux protagonistes pour atteindre le temps présent et faire tomber gravement malade la mère d'Artemis Fowl, le contraignant à aller dans le passé avec Holly et permettant du même coup à Opale d'aller du passé au temps présent et de boucler la boucle.
On apprend à la fin du tome 6 que l'Opale Koboï du passé s'est échappée et qu'elle veut faire évader l'Opale Koboï du présent. Ce qui n'est par contre pas logique est le fait que l'Opale Koboï du passé ait pu aller dans le présent avant que le tunnel temporel ne soit ouvert (c'est sûrement une des seules choses illogiques de ce livre).
Dans le tome 7, on découvre pendant l'évacuation de la prison d'Atlantis qu'on a mis Opale Koboï dans une cellule renforcée par un bloc de métal, étant considérée comme l'ennemie publique numéro 1. 
Malgré tout, dans le tome 8, elle réussit, en utilisant son double du passé, à s'évader de la prison d'Atlantis ; afin d'exterminer la race humaine et de s'autoproclamer reine des fées, elle ranime les esprits des guerriers-fées morts sous le manoir d'Artemis Fowl. Elle meurt, tué par l'esprit qui contrôle le corps de Beckett.

### Briar Cudgeon
Briar Cudgeon est un personnage des romans Artemis Fowl.
Dans le premier tome, il est commandant des FAR (police des fées), mais il est déchu de son grade à la fin.
Dans le deuxième tome, il devient l'allié d'Opale Koboï pour tuer le commandant Julius Root et prendre le contrôle des FAR et de la terre. Pour cela, il utilisera le B'wa Kell, un ordre de gobelins assoiffé de pouvoir. 
Mais Cudgeon ne veut pas partager le pouvoir. Il projette de tuer les gobelins et Opale Koboï. Opale, apprenant sa future trahison, le tuera à la fin du 2e tome.

### Baroud Kelp
Baroud Kelp est un personnage de la saga Artemis Fowl.
Célèbre pour s'être choisi lui-même le surnom de Baroud lorsqu'il était au lycée, il est sans doute le plus célèbre major des FAR (Forces Armées de Régulation du peuple des fées). Très courageux, il ne ressemble en rien à son petit frère Grub Kelp. Baroud Kelp est un nouveau genre de major, il ne s'occupe pas que de la "paperasse" des bureaux, il est plus sur le terrain. Dans le 1er livre Artemis Fowl, Baroud Kelp est le chef du meilleur commando de récupération Des FARFADet, il a pour mission de récupérer le capitaine Holly Short, prisonnière du manoir des Fowl. Dans le tome 7, à la suite de la démission d'Ark Sool qui occupait alors le rang de commandant des FAR, il occupe alors son poste.
Dans le livre le dossier Artemis Fowl, il y a plusieurs interviews des personnages de la saga. Dans celle de Holly Short, elle déclare que Baroud Kelp est son meilleur ami. On apprend dans le tome 6 qu'il a eu plusieurs rendez-vous sans succès avec Holly Short.

### Minerva Paradizo
Minerva Paradizo est un personnage de fiction provenant de la série Artemis Fowl, de l'irlandais Eoin Colfer. Elle est un des principaux personnages du livre Artemis Fowl 5 : La Colonie Perdue.
Minerva est une fille de douze ans. Elle est décrite avec des cheveux bouclés et blonds. 
Elle est née à Cagnes-sur-Mer dans le Sud de la France, son père Gaspard Paradizo est un chirurgien esthétique de 52 ans, il a des origines brésiliennes. Elle a un frère de 5 ans, Beau Paradizo (surnom : Bobo). Sa mère, dont le nom est inconnu, a quitté sa famille, pour vivre maintenant avec son ex-jardinier. 
Minerva est une enfant surdouée avec un QI proche de celui d'Artemis Fowl lui-même. 
Malgré cela dans le cinquième tome elle est facilement battue par Artemis, principalement à cause de sa supériorité technologique et à l'aide de la Section Huit et de Foaly.
Dès le début du tome 5 Minerva est présenté comme une fille très intelligente, voire plus intelligente qu'Artemis ; ce qu'Artemis n'admettra pas bien entendu. Ils se livrent alors une « bataille cérébrale » sans merci.
Minerva montre de nombreuses similitudes avec Artemis dans le premier livre; même si elle est légèrement plus égocentrique que lui. Elle désire la reconnaissance, la fortune et le pouvoir. Comme Artemis, elle semble aimer son père (bien qu'il soit possible qu'elle ne veuille que son argent, ce qui expliquerait pourquoi elle accepte son insolence envers elle à la conférence) et a un certain instinct maternel avec son petit frère Beau.
Cependant, vers la fin, Minerva semble développer un certain changement, un peu comme Artemis dans le premier tome. Au début, elle apparaît comme quelqu'un qui abandonnerait les autres pour ses gains personnels (présenter Diablotin N°1 au reste du Monde pour gagner le prix Nobel), comme Artemis qui a enlevé Holly Short dans le premier tome pour gagner l'or des fées. La cause de ce changement n'est pas très claire : elle peut venir de l'humiliante expérience de l'enlèvement de Billy Kong (dont le vrai nom est Jonah Lee) et de la bonne volonté d'Artemis pour la sauver. Cependant lorsque Artemis s'en va dans l'espace temps, elle  n'est pas totalement changée : il est sûr que durant les trois ans pendant lesquels il était absent, son changement de personnalité s'est remarqué. C'est pour dire qu'elle n'est pas devenue mûre plus rapidement qu'Artemis; c'est simplement que cela ne nous est pas raconté. On peut être sûrs, vu la fin du livre, qu’Artemis et Minerva resteront amis.
Durant le cinquième tome nous découvrons que Minerva connaît l'existence des démons et le lieu et l'heure de la matérialisation suivante, avec un assassin du nom de Billy Kong et son chef de la sécurité, Juan Soto. Elle bat Artemis avec  succès dans la course à la capture d'un démon, Diablotin N°1 (un diablotin et un apprenti sorcier) dans l'espoir de dévoiler l'existence des démons et de gagner le prix Nobel. Minerva est dupée par Artemis qui reprend no 1. 
Cependant Billy Kong croit que les démons ont tué son frère Eric, et menace de tuer Minerva si son père et Soto ne lui livrent pas un démon. Artemis, Domovoï Butler, Holly Short et Diablotin N°1 vont à son secours.
Lorsque Artemis, Holly, Qwan et N°1 vont sur Hybras, la planète des démons pendant une durée de 3 ans, Minerva devient amie avec Butler et commence à lui lire des romans. Butler raconte à Artemis après son retour que Minerva n'avait pas arrêté de lui parler et de penser à lui.
On apprend dans la trilogie Les Jumeaux Fowl - trilogie narrant les aventures des frères jumeaux d'Artemis - que Minerva Paradizo a épousé un lutin et a eu une fille avec lui. Malheureusement, son conjoint a été tué par des agents d'ACRONYM (une organisation traquant les créatures magiques) et Minerva est devenu un trafiquante baignant dans le monde criminel magique

### Doudadais
Doudadais est un personnage de fiction provenant de la série Artemis Fowl, de l'irlandais Eoin Colfer. C'est un félutin spécialisé dans la contrebande de poissons et crustacés d'Haven-ville.
Il est réputé pour amener dans toutes les circonstances possibles sa cargaison à destination.
Il s'associera à la section Huit avec Holly Short et Mulch Diggums contre Minerva Paradizo en échange d'un effacement intégral des peines qui lui ont été infligées, puis alors qu'Holly sera dans l'espace-temps pendant 3 ans, il continuera avec le nain l'agence de détective qu'ils avaient montée.

### Numéro 1
no 1 est un personnage de fiction provenant de la série Artemis Fowl, de l'irlandais Eoin Colfer. Il est un des principaux personnages du livre Artemis Fowl 5 : La Colonie Perdue.
no 1 est un diablotin vivant dans la Colonie Perdue, sur l’île d’Hybras qui a été, lors de la guerre entre les humains et les créatures magiques, envoyée dans les limbes. C’est un démon peu commun : alors que les autres se complaisent à dévorer leur nourriture vivante, lui ne rêve que de festin. Alors que ses compagnons passent à l’âge adulte à la moindre excitation (il leur faut des désirs de violence suffisamment puissants), lui n’évolue pas. Il est raillé et peu apprécié, mais il semble y être habitué car il contient ses propos avec un grand sang-froid. 
no 1 n’a jamais connu ses parents, comme tous les diablotins, mais il est le seul à éprouver l’envie de connaître sa mère et il la cherche en silence.
Numéro 1 doit aussi dans le tome 6 Le Paradoxe du temps envoyer Artemis Fowl et Holly Short dans le passé pour aller chercher un propithèque soyeux, qui contient dans son liquide cépahlo-rachidien un « sérum » capable de guérir la magitropie de sa mère qui est comme la peste mais pour le peuple des fées. Dans leur voyage ils vont ramener Opale Koboï qui va donc perturber le présent no 1.
Il ressemble à un satyre avec un moignon de queue et d’étranges marques sur le corps. Il est intelligent et beaucoup plus raffiné que ses semblables. Il est aussi très sensible (comme la plupart des démons sorciers) comme le prouve son aversion à se battre.
Après être arrivé sur Terre et durant le Tome 5, il utilise un système anti-stress peu commun, récitant des mots en anglais récemment découverts grâce à son don des langues, et sur lesquels il s'extasie.
Un jour, no 1 découvre qu’il possède un étrange don : celui de changer la matière en pierre. Aussi appelé le toucher de la gargouille. À la suite de la manœuvre habile d'un démon peu enclin à voir le retour des sorciers, il se retrouve propulsé dans le monde des humains.
À peine est-il arrivé qu’il se trouve aussitôt neutralisé par Minerva Paradizo, la petite prodige de 12 ans qui rêve de faire de lui son « prix Nobel ». Trop émerveillé par les nouveautés qu’il découvre, il réalise à peine le danger auquel il s’expose. 
L’intervention d’Artémis Fowl et de ses amis lui permet de se sortir de ce mauvais pas, ce qui ne l’empêche pas de risquer sa vie pour porter secours à son ancienne geôlière quelques heures plus tard.
no 1 a également grandement participé à sauver l’île d’Hybras de la destruction en la ramenant à la « réalité ». Il semble promis à un grand avenir de mage.

### Léon Abbot
Léon Abbot est un personnage de fiction provenant de la série Artemis Fowl, de l'irlandais Eoin Colfer.
Dans le tome cinq d'Artemis Fowl, Léon Abbot est le chef autoproclamé des démons. Il serait le dernier démon de la bataille de Taillte. Lors de l'élaboration du sortilège temporel d'Hybras, il attaqua Qweffor, un démon apprenti sorcier et l'absorba. Il put ainsi posséder de la magie pour contrôler la horde (en mesmérisant quiconque s'opposait à lui). c'est aussi lui qui persuada diablotin N°1 d'aller se jeter dans le volcan D'Hybras. Son véritable nom est N'Zall, ce qui signifie « petites cornes » dans la langue des démons (« petite cornes » est quasiment une insulte chez les démons).
Léon Abbot sera finalement "tué" par n°1 qui le remplacera par Qweffor. Plusieurs années après sa conscience sera transférée dans le corps d'un cochon-d'Inde.